# Kantons van Hautes-Alpes

Wapen van het departement Hautes-Alpes

Het Franse departement Hautes-Alpes (05) omvat, sinds de hervorming van de kantons die bij wet doorgevoerd werd in 2013 en voor het eerst toegepast bij de departementsverkiezingen van maart 2015, nog 15 in plaats van 30 kantons. In een aantal gevallen werden afgeschafte kantons in hun geheel toegevoegd aan reeds bestaande kantons, in andere gevallen werden de gemeenten van afgeschafte kantons verdeeld over verschillende bestaande kantons of werden geheel nieuwe kantons gevormd.
Het beoogde doel van de hervorming was kantons te vormen die naar inwoneraantal vergelijkbaar groot zijn (maximaal 20% afwijking van het gemiddelde voor het departement) zodat de vertegenwoordiging van elk kanton in de departementsraad (twee als koppel verkozen raadsleden per kanton) voortaan ook ongeveer een gelijk aantal inwoners zouden vertegenwoordigen.
Het gemiddelde inwoneraantal voor een kanton in het departement bedraagt na de hervorming ongeveer 9.300 (pop. municipale 2013). De grootste afwijkingen hiervan zijn er voor Kanton Briançon-2 (+21%) en Kanton L'Argentière-la-Bessée (-19%).

## Kantons van het departement Hautes-Alpes na de hervorming van 2013

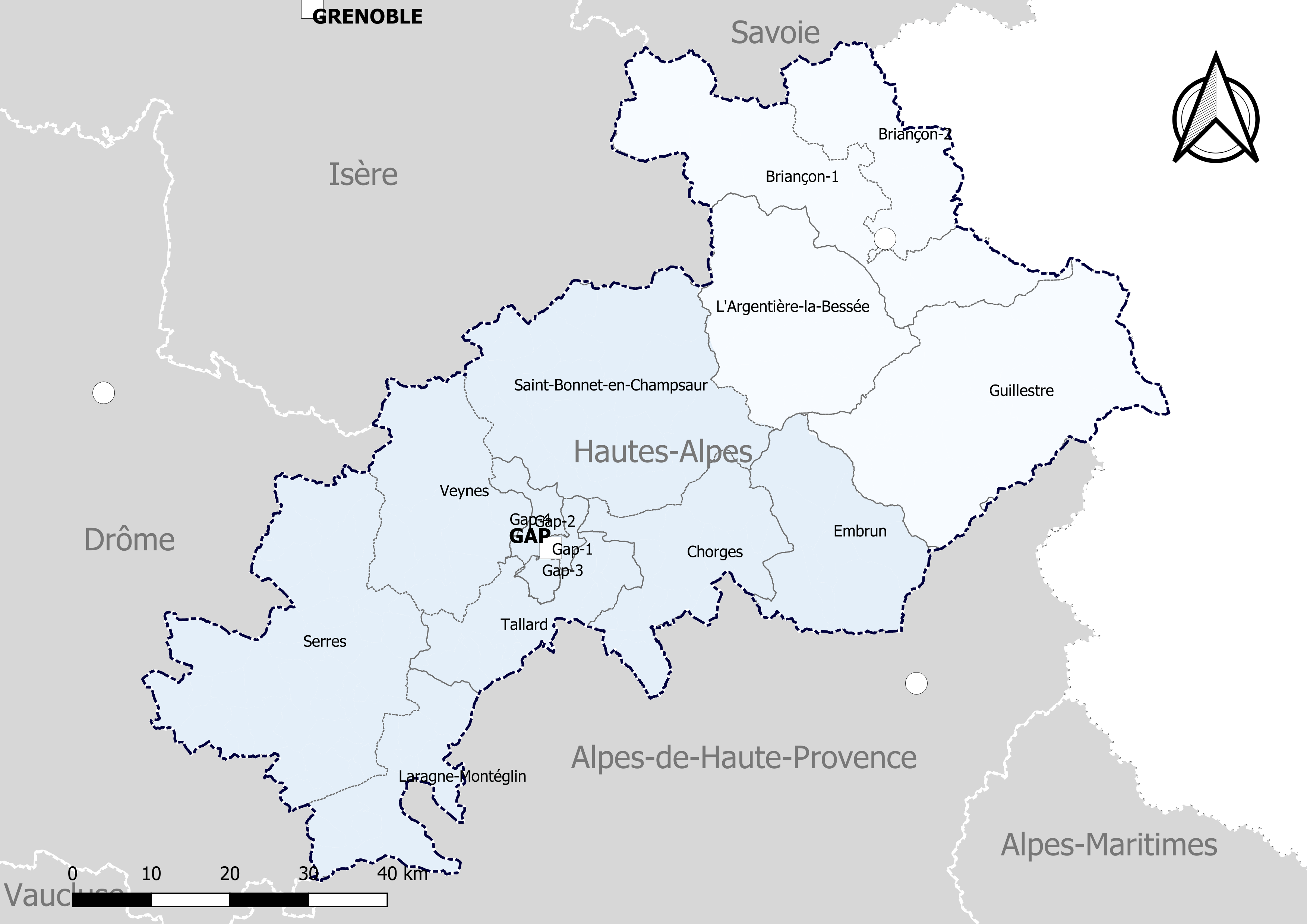
Kantons van Hates-Alpes met in blauwtinten de arrondissementen.

Bij de hervorming van de kantons werd geen rekening gehouden met de bestaande arrondissementsgrenzen, als gevolg hiervan liggen kantons niet langer steeds binnen eenzelfde arrondissement.
| Kanton | Kanton                           | Inwoners 2013* | Aantal gemeenten |
| ------ | -------------------------------- | -------------- | ---------------- |
| 1      | Kanton L'Argentière-la-Bessée    | 6.637          | 9                |
| 2      | Kanton Briançon-1                | 9.504          | 10               |
| 3      | Kanton Briançon-2                | 11.215         | 4                |
| 4      | Kanton Chorges                   | 10.267         | 17               |
| 5      | Kanton Embrun                    | 10.495         | 8                |
| 6      | Kanton Gap-1                     | 10.088         | 1                |
| 7      | Kanton Gap-2                     | 10.788         | 1                |
| 8      | Kanton Gap-3                     | 10.281         | 1                |
| 9      | Kanton Gap-4                     | 9.098          | 1                |
| 10     | Kanton Guillestre                | 8.184          | 16               |
| 11     | Kanton Laragne-Montéglin         | 7.627          | 13               |
| 12     | Kanton Saint-Bonnet-en-Champsaur | 11.058         | 27               |
| 13     | Kanton Serres                    | 7.392          | 41               |
| 14     | Kanton Tallard                   | 9.832          | 19               |
| 15     | Kanton Veynes                    | 6.813          | 8                |

Bron: INSEE - *Inwoners 2013 = Population municipale

## Kantons van het departement Hautes-Alpes voor de hervorming van 2013
| Arrondissement | Arrondissement | Kanton | Kanton                    |
| -------------- | -------------- | ------ | ------------------------- |
| 1              | Briançon       | 1      | Aiguilles                 |
| 1              | Briançon       | 2      | L' Argentière-la-Bessée   |
| 2              | Gap            | 3      | Aspres-sur-Buëch          |
| 2              | Gap            | 4      | Barcillonnette            |
| 2              | Gap            | 5      | La Bâtie-Neuve            |
| 1              | Briançon       | 6      | Briançon-Nord             |
| 2              | Gap            | 7      | Chorges                   |
| 2              | Gap            | 8      | Embrun                    |
| 2              | Gap            | 9      | Gap-Campagne              |
| 1              | Briançon       | 10     | La Grave                  |
| 1              | Briançon       | 11     | Guillestre                |
| 2              | Gap            | 12     | Laragne-Montéglin         |
| 1              | Briançon       | 13     | Le Monêtier-les-Bains     |
| 2              | Gap            | 14     | Orcières                  |
| 2              | Gap            | 15     | Orpierre                  |
| 2              | Gap            | 16     | Ribiers                   |
| 2              | Gap            | 17     | Rosans                    |
| 2              | Gap            | 18     | Saint-Bonnet-en-Champsaur |
| 2              | Gap            | 19     | Saint-Étienne-en-Dévoluy  |
| 2              | Gap            | 20     | Saint-Firmin              |
| 2              | Gap            | 21     | Savines-le-Lac            |
| 2              | Gap            | 22     | Serres                    |
| 2              | Gap            | 23     | Tallard                   |
| 2              | Gap            | 24     | Veynes                    |
| 1              | Briançon       | 25     | Briançon-Sud              |
| 2              | Gap            | 26     | Gap-Centre                |
| 2              | Gap            | 27     | Gap-Nord-Est              |
| 2              | Gap            | 28     | Gap-Nord-Ouest            |
| 2              | Gap            | 29     | Gap-Sud-Est               |
| 2              | Gap            | 30     | Gap-Sud-Ouest             |